# Danh sách đĩa nhạc của Rihanna
Danh sách đĩa nhạc của nữ ca sĩ nhạc R&B người Barbados Rihanna bao gồm 7 album phòng thu, 2 album phối khí, 47 đĩa đơn hát chính - hợp tác với các nghệ sĩ khác và 3 đĩa đơn làm từ thiện. Rihanna xuất hiện lần đầu tiên trên các bảng xếp hạng trong năm 2005 với đĩa đơn "Pon de Replay" được phát hành vào ngày 22 tháng 8. Bài hát giành vị trí thứ 2 trên bảng xếp hạng Billboard Hot 100, UK Singles Chart và Ireland. Ca khúc sau đó được chứng nhận đĩa bạch kim tại Hoa Kỳ và đĩa vàng tại Úc .  Album đầu tay của Rihanna có tên Music of the Sun đã trở thành một album Hit top-ten trên bảng xếp hạng Billboard 200 ở Hoa Kỳ cũng như đứng vị trí trong top 40 tại nhiều bảng xếp hạng album khác. Hai đĩa đơn tiếp theo được trích từ album là "If It's Lovin' that You Want" và "Let Me".
Năm sau, Rihanna phát hành album phòng thu thứ 2 mang tên A Girl Like Me và đã gặt hát được nhiều thành công hơn album đầu. A Girl Like Me đã giành vị trí quán quân trên bảng xếp hạng Canadian Albums Chart ở Canada, album cũng đứng vị trí thứ 5 tại Hoa Kỳ và nằm trong top-20 ở những quốc gia khác. Hai đĩa đơn đầu tiên trích từ A Girl Like Me là "SOS" (đứng vị trí thứ 1 tại 3 quốc gia) và "Unfaithful" (giành vị trí đầu bảng tại 2 nước). Album này sau đó được chứng nhận đĩa bạch kim tại 5 quốc gia.
Trong năm 2007, Rihanna phát hành album phòng thu thứ 3 và cũng là album thành công nhất của cô hiện nay có tên Good Girl Gone Bad. Album giành vị trí thứ 2 trên bảng xếp hạng Billboard 200 và đứng top 10 trên các bảng xếp hạng album khác. Good Girl Gone Bad được chứng nhận rất nhiều album bạch kim ở một số quốc gia sau khi có một số phiên bản của album được phát hành lại. Bảy đĩa đơn trích từ Good Girl Gone Bad là một sự thành công vượt trội trên toàn thế giới bao gồm cả đĩa đơn "siêu hit" "Umbrella". Sau đó, Rihanna phát hành tiếp 6 đĩa đơn khác trong đó có hai đĩa đơn quán quân tại Hoa Kỳ là "Take a Bow" và "Disturbia".
Sau đó, Rihanna phát hành tiếp tục album phòng thu thứ tư của cô trong tháng 11 năm 2009 mang tên Rated R. Album này tuy không thành công như album trước nhưng cũng đã đạt được một số thành công nhất định khi giành vị trí thứ 1 tại Thụy Sĩ, thứ 4 tại Mỹ và Canada, nhưng chỉ nằm trong top-20 ở những quốc gia. Đĩa đơn đầu tiên trích từ Rated R: "Russain Roulette" là một ca khúc hit nằm trong top 10 trên toàn thế giới. "Rude boy" đĩa đơn tiếp theo trích từ Rated R và cũng là ca khúc thứ sáu của Rihanna giành vị trí quán quân tại Hoa Kỳ trong vòng 5 tuần liên tiếp . Rihanna cũng hợp tác với rapper người Mỹ Eminem khi phát hành ca khúc "Love the Way You Lie" trong tháng 8 năm 2010. Trước khi phát hành, bài hát đã giành vị trí thứ 1 tại Úc, Canada, Ireland, New Zealand và Hoa Kỳ cũng như đứng vị trí thứ 3 ở Anh.
Tháng 11, 2010, Rihanna đã phát hành album phòng thu thứ năm Loud. Album đã đạt chứng nhận đĩa bạch kim ở Mỹ và tận 6 đĩa bạch kim ở Anh. Album có tổng cộng bảy đĩa đơn, bao gồm nhiều đĩa đơn rất thành công như "Only Girl (In the World)", "What's My Name?" (hợp tác với Drake) và "S&M". Một năm sau khi ra album này, cô tiếp tục phát hành album phòng thu tiếp theo Talk That Talk với đĩa đơn đầu tiên "We Found Love" hợp tác với DJ người Anh Calvin Harris là một thành công lớn trên toàn thế giới. Ca khúc này đã lọp vào top 20 ở các bảng xếp hạng trên 20 quốc gia, bao gồm cả Billboard Hot 100 với vị trí quán quân trong 10 tuần lễ liên tiếp, trở thành đĩa đơn có thời gian đạt vị trí quán quân lâu nhất trong sự nghiệp của cô. Album phòng thu thứ 7, "Unapologetic", trở thành album đầu tiên của cô đạt vị trí quán quân tại Billboard 200. Đĩa đơn "Diamonds" đứng đầu các bảng xếp hạng của trên 20 nước. Ngoài ra album còn có các đĩa đơn thành công khác như "Stay" (kết hợp với Mikky Ekko) và "Pour It Up".

## Album

### Album phòng thu
| Tên                                                                           | Chi tiết | Vị trí xếp hạng cao nhất | Vị trí xếp hạng cao nhất | Vị trí xếp hạng cao nhất | Vị trí xếp hạng cao nhất | Vị trí xếp hạng cao nhất | Vị trí xếp hạng cao nhất | Vị trí xếp hạng cao nhất | Vị trí xếp hạng cao nhất | Vị trí xếp hạng cao nhất | Vị trí xếp hạng cao nhất | Chứng nhận | Doanh số                                               |
| Tên                                                                           | Chi tiết | Úc                       | Bỉ                       | Canada                   | Pháp                     | Đức                      | Ireland                  | New Zealand              | Thụy Sĩ                  | Anh                      | Mỹ                       | Chứng nhận | Doanh số                                               |
| ----------------------------------------------------------------------------- | --- | ------------------------ | ------------------------ | ------------------------ | ------------------------ | ------------------------ | ------------------------ | ------------------------ | ------------------------ | ------------------------ | ------------------------ | --- | ------------------------------------------------------ |
| Music of the Sun                                                              | - Phát hành: 12 tháng 8 năm 2005 - Hãng đĩa: Def Jam - Định dạng: CD, Tải kỹ thuật số                       | —                        | —                        | 7                        | 93                       | 31                       | 12                       | 26                       | 38                       | 35                       | 10                       | - Canada: Bạch kim - Anh: Vàng - Mỹ: Vàng | - Anh: 142,792 - Mỹ: 594,000 - Thế giới: 1,000,000     |
| A Girl Like Me                                                                | - Phát hành: 19 tháng 4 năm 2006 - Hãng đĩa: Def Jam - Định dạng: CD, tải kỹ thuật số                       | 9                        | 10                       | 1                        | 18                       | 13                       | 5                        | 7                        | 6                        | 5                        | 5                        | - Úc: Bạch kim - Canada: 2× Bạch kim - Đức: Vàng - Ireland: 2× Bạch kim - Thụy Sĩ: Bạch kim - Anh: Bạch kim - Mỹ: Bạch kim                                            | - Anh: 587,308 - Mỹ: 1,330,000 - Thế giới: 3,000,000   |
| Good Girl Gone Bad                                                            | - Phát hành: 30 tháng 5 năm 2007 - Hãng đĩa: Def Jam - Định dạng: LP, CD, tải kỹ thuật số                   | 2                        | 9                        | 1                        | 8                        | 4                        | 1                        | 4                        | 1                        | 1                        | 2                        | - Úc: 3× Bạch kim - Canada: 5× Bạch kim - Đức: 2× Bạch kim - Ireland: 3× Bạch kim - New Zealand: Bạch kim - Thụy Sĩ: 3× Bạch kim - Anh: 5× Bạch kim - Mỹ: 2× Bạch kim | - Anh: 1,850,000 - Mỹ: 2,700,000 - Thế giới: 7,000,000 |
| Rated R                                                                       | - Phát hành: 20 tháng 11 năm 2009 - Hãng đĩa: Def Jam - Định dạng: CD, tải kỹ thuật số                      | 12                       | 16                       | 5                        | 10                       | 4                        | 7                        | 14                       | 1                        | 9                        | 4                        | - Úc: Bạch kim - Canada: Bạch kim - Pháp: Bạch kim - Đức: Vàng - Ireland: Bạch kim - Thụy Sĩ: Bạch kim - Anh: 2× Bạch kim - Mỹ: Bạch kim                              | - Anh: 656,527 - Mỹ: 1,017,000 - Thế giới: 3,000,000   |
| Loud                                                                          | - Phát hành: 12 tháng 11 năm 2010 - Hãng đĩa: Def Jam - Định dạng: CD, tải kỹ thuật số                      | 2                        | 3                        | 1                        | 3                        | 2                        | 1                        | 4                        | 1                        | 1                        | 3                        | - Úc: 2× Bạch kim - Canada: 3× Bạch kim - Đức: 3× Vàng - Ireland: 5× Bạch kim - New Zealand: Bạch kim - Thụy Sĩ: 2× Bạch kim - Anh: 6× Bạch kim - Mỹ: Bạch kim        | - Anh: 1,800,000 - Mỹ: 1,638,385 - Thế giới: 8,000,000 |
| Talk That Talk                                                                | - Phát hành: 18 tháng 11 năm 2011 - Hãng đĩa: Def Jam - Định dạng: CD, tải kỹ thuật số                      | 5                        | 3                        | 3                        | 2                        | 3                        | 2                        | 1                        | 1                        | 1                        | 3                        | - Úc: Bạch kim - Đức: Vàng - Ireland: 3× Bạch kim - New Zealand: Bạch kim - Thụy Sĩ: Bạch kim - Anh: 2× Bạch kim - Mỹ: Vàng                                           | - Anh: 850,000 - Mỹ: 981,600 - Thế giới: 4,500,000     |
| Unapologetic                                                                  | - Phát hành: 19 tháng 11 năm 2012 (US) - Hãng đĩa: Def Jam - Định dạng: CD, LP, tải kỹ thuật số             | 8                        | 2                        | 1                        | 3                        | 4                        | 2                        | 5                        | 1                        | 1                        | 1                        | - Úc: Bạch Kim - Bỉ: Vàng - Anh: 2× Bạch Kim - Đức: Vàng - Ireland: 2× Bạch Kim - Thụy Điển: Bạch Kim - Canada: Bạch Kim - Mỹ: Bạch Kim - New Zealand: Vàng           | - Anh: 100,000 - Mỹ: 238,000 - Thế giới: 2,500,000     |
| Anti                                                                          | - Phát hành: 28 tháng 1 năm 2016 - Hãng đĩa: Westbury Road, Roc Nation - Định dạng: CD, LP, tải kỹ thuật số | 5                        | 8                        | 1                        | 6                        | 3                        | 4                        | 5                        | 2                        | 7                        | 1                        | - Anh: Bạc - Canada: Vàng - Mỹ: Bạch Kim | - Mỹ: 279,000                                          |
| "—" Album không có mặt trên bảng xếp hạng hoặc không phát hành ở quốc gia đó. | |                          |                          |                          |                          |                          |                          |                          |                          |                          |                          | |                                                        |

### Album biên tập
| Tên                                                                       | Chi tiết                                                                              | Vị trí xếp hạng cao nhất | Vị trí xếp hạng cao nhất | Vị trí xếp hạng cao nhất | Vị trí xếp hạng cao nhất | Vị trí xếp hạng cao nhất |
| Tên                                                                       | Chi tiết                                                                              | Pháp                     | GRC                      | Mỹ                       | Mỹ Dance                 | Mỹ R&B                   |
| ------------------------------------------------------------------------- | ------------------------------------------------------------------------------------- | ------------------------ | ------------------------ | ------------------------ | ------------------------ | ------------------------ |
| Good Girl Gone Bad: The Remixes                                           | - Phát hành: 27 tháng 1 năm 2009 - Hãng đĩa: Def Jam - Định dạng: CD, tải kỹ thuật số | —                        | —                        | 106                      | 4                        | 59                       |
| 3 CD Collector's Set                                                      | - Phát hành: 15 tháng 10 năm 2009 - Hãng đĩa: Def Jam - Định dạng: CD                 | —                        | —                        | —                        | —                        | 80                       |
| 2 for 1: Music of the Sun + A Girl Like Me                                | - Phát hành: 7 tháng 5 năm 2010 - Hãng đĩa: Def Jam - Định dạng: CD                   | —                        | —                        | —                        | —                        | —                        |
| Rated R: Remixed                                                          | - Phát hành: 8 tháng 5 năm 2010 - Hãng đĩa: Def Jam - Định dạng: CD, tải kỹ thuật số  | —                        | 4                        | 158                      | 6                        | 33                       |
| Coffret 4 CD                                                              | - Phát hành: 17 tháng 10 năm 2011 - Hãng đĩa: Def Jam - Định dạng: CD                 | 55                       | —                        | —                        | —                        | —                        |
| "—" Album không có mặt trên bảng xếp hạng hoặc không phát hành ở nước đó. |                                                                                       |                          |                          |                          |                          |                          |

## Đĩa đơn

### Hát chính
| Đĩa đơn                                                                     | Năm  | Vị trí xếp hạng cao nhất | Vị trí xếp hạng cao nhất | Vị trí xếp hạng cao nhất | Vị trí xếp hạng cao nhất | Vị trí xếp hạng cao nhất | Vị trí xếp hạng cao nhất | Vị trí xếp hạng cao nhất | Vị trí xếp hạng cao nhất | Vị trí xếp hạng cao nhất | Vị trí xếp hạng cao nhất | Chứng nhận | Thuộc album        |
| Đĩa đơn                                                                     | Năm  | Úc                       | Bỉ                       | Canada                   | Pháp                     | Đức                      | Ireland                  | New Zealand              | Thụy Sĩ                  | Anh                      | Mỹ                       | Chứng nhận | Thuộc album        |
| --------------------------------------------------------------------------- | ---- | ------------------------ | ------------------------ | ------------------------ | ------------------------ | ------------------------ | ------------------------ | ------------------------ | ------------------------ | ------------------------ | ------------------------ | --- | ------------------ |
| "Pon de Replay"                                                             | 2005 | 6                        | 5                        | 3                        | 18                       | 6                        | 2                        | 1                        | 3                        | 2                        | 2                        | - Úc: Bạch kim - New Zealand: Vàng - Mỹ: Bạch kim                                                                                                   | Music of the Sun   |
| "If It's Lovin' that You Want"                                              | 2005 | 9                        | 25                       | —                        | —                        | 25                       | 8                        | 9                        | 19                       | 11                       | 36                       | | Music of the Sun   |
| "SOS"                                                                       | 2006 | 1                        | 2                        | 1                        | 12                       | 2                        | 3                        | 3                        | 3                        | 2                        | 1                        | - Úc: Vàng - Mỹ: Bạch kim | A Girl Like Me     |
| "Unfaithful"                                                                | 2006 | 2                        | 3                        | 1                        | 7                        | 2                        | 2                        | 4                        | 1                        | 2                        | 6                        | - Úc: Vàng - Mỹ: Bạch kim | A Girl Like Me     |
| "We Ride"                                                                   | 2006 | 24                       | 40                       | 4                        | —                        | 45                       | 17                       | 7                        | 42                       | 17                       | —                        | | A Girl Like Me     |
| "Break It Off" (hợp tác với Sean Paul)                                      | 2006 | —                        | —                        | 19                       | —                        | —                        | —                        | —                        | —                        | —                        | 9                        | | A Girl Like Me     |
| "Umbrella" (hợp tác với Jay-Z)                                              | 2007 | 1                        | 1                        | 1                        | 6                        | 1                        | 1                        | 1                        | 1                        | 1                        | 1                        | - Úc: Bạch kim - New Zealand: Bạch kim - Anh: Bạch kim - Mỹ: 3× Bạch kim                                                                            | Good Girl Gone Bad |
| "Shut Up and Drive"                                                         | 2007 | 4                        | 9                        | 6                        | —                        | 6                        | 5                        | 12                       | 14                       | 5                        | 15                       | - Úc: Vàng - Mỹ: Bạch kim | Good Girl Gone Bad |
| "Don't Stop the Music"                                                      | 2007 | 1                        | 1                        | 2                        | 1                        | 1                        | 6                        | 3                        | 1                        | 4                        | 3                        | - Úc: Bạch kim - New Zealand: Bạch kim - Anh: Bạc - Mỹ: 3× Bạch kim                                                                                 | Good Girl Gone Bad |
| "Hate That I Love You" (hợp tác với Ne-Yo)                                  | 2007 | 14                       | 13                       | 17                       | 16                       | 11                       | 13                       | 6                        | 13                       | 15                       | 7                        | - Úc: Vàng - New Zealand: Vàng - Mỹ: Bạch kim | Good Girl Gone Bad |
| "Take a Bow"                                                                | 2008 | 3                        | 1                        | 17                       | 12                       | 6                        | 1                        | 2                        | 7                        | 1                        | 1                        | - Úc: Bạch kim - New Zealand: Bạch kim - Anh: Vàng - Mỹ: 2× Bạch kim                                                                                | Good Girl Gone Bad |
| "Disturbia"                                                                 | 2008 | 6                        | 1                        | 2                        | 3                        | 5                        | 4                        | 1                        | 4                        | 3                        | 1                        | - Úc: Bạch kim - Anh: Bạc - Mỹ: 3× Bạch kim | Good Girl Gone Bad |
| "Rehab"                                                                     | 2008 | 26                       | —                        | 19                       | —                        | 4                        | 22                       | 12                       | 13                       | 16                       | 18                       | - New Zealand: Vàng | Good Girl Gone Bad |
| "Russian Roulette"                                                          | 2009 | 7                        | 5                        | 9                        | 4                        | 2                        | 5                        | 9                        | 1                        | 2                        | 9                        | - Úc: Vàng - New Zealand: Vàng - Anh: Bạc | Rated R            |
| "Hard" (hợp tác với Jeezy)                                                  | 2009 | 51                       | —                        | 9                        | —                        | —                        | 33                       | 15                       | —                        | 42                       | 8                        | - Mỹ: Bạch kim | Rated R            |
| "Wait Your Turn"                                                            | 2009 | 82                       | —                        | —                        | —                        | —                        | 32                       | —                        | —                        | 45                       | —                        | | Rated R            |
| "Rude Boy"                                                                  | 2010 | 1                        | 3                        | 7                        | 8                        | 4                        | 3                        | 3                        | 5                        | 2                        | 1                        | - Úc: 2× Bạch kim - New Zealand: Bạch kim - Anh: Vàng - Mỹ: 2× Bạch kim                                                                             | Rated R            |
| "Rockstar 101" (hợp tác với Slash)                                          | 2010 | 24                       | —                        | —                        | —                        | —                        | —                        | —                        | —                        | —                        | 64                       | | Rated R            |
| "Te Amo"                                                                    | 2010 | 22                       | 10                       | 66                       | 66                       | 11                       | 16                       | —                        | 9                        | 14                       | —                        | - Úc: Vàng - Ý: Vàng | Rated R            |
| "Only Girl (In the World)"                                                  | 2010 | 1                        | 2                        | 1                        | 2                        | 2                        | 1                        | 1                        | 2                        | 1                        | 1                        | - Úc: 4× Bạch kim - New Zealand: Bạch kim - Anh: Bạch kim - Mỹ: 2× Bạch kim                                                                         | Loud               |
| "What's My Name?" (hợp tác với Drake)                                       | 2010 | 18                       | 28                       | 5                        | 16                       | 12                       | 3                        | 3                        | 13                       | 1                        | 1                        | - Úc: Bạch kim - New Zealand: Bạch kim - Anh: Bạch kim - Mỹ: 2× Bạch kim                                                                            | Loud               |
| "Raining Men" (hợp tác với Nicki Minaj)                                     | 2010 | —                        | —                        | —                        | —                        | —                        | —                        | —                        | —                        | 142                      | 111                      | | Loud               |
| "S&M"                                                                       | 2011 | 1                        | 3                        | 1                        | 3                        | 2                        | 3                        | 2                        | 2                        | 3                        | 1                        | - Úc: 3× Bạch kim - New Zealand: Bạch kim - Thụy Sĩ: Vàng - Anh: Bạc                                                                                | Loud               |
| "California King Bed"                                                       | 2011 | 4                        | 9                        | 20                       | 30                       | 8                        | 11                       | 4                        | 10                       | 8                        | 37                       | | Loud               |
| "Man Down"                                                                  | 2011 | —                        | 3                        | 63                       | 1                        | —                        | —                        | —                        | 9                        | 54                       | 59                       | - Thụy Điển: Vàng | Loud               |
| "Cheers (Drink to That)"                                                    | 2011 | 6                        | 62                       | 6                        | 64                       | —                        | 16                       | 5                        | 66                       | 15                       | 7                        | - Úc: 2× Bạch kim - New Zealand: Bạch kim - Mỹ: Bạch kim                                                                                            | Loud               |
| "We Found Love" (hợp tác với Calvin Harris)                                 | 2011 | 2                        | 3                        | 1                        | 1                        | 1                        | 1                        | 1                        | 1                        | 1                        | 1                        | - Úc: 5× Bạch kim - Đức: Vàng - New Zealand: 3× Bạch kim - Thụy Điển: 2× Bạch kim - Anh: Vàng - Mỹ: 4× Bạch kim                                     | Talk That Talk     |
| "You da One"                                                                | 2011 | 26                       | 50                       | 12                       | 23                       | —                        | 12                       | 10                       | 36                       | 16                       | 14                       | - Úc: Bạch kim - New Zealand: Vàng - Mỹ: Bạch kim                                                                                                   | Talk That Talk     |
| "Talk That Talk" (hợp tác với Jay-Z)                                        | 2012 | 28                       | 54                       | 30                       | 24                       | —                        | 22                       | 37                       | 11                       | 25                       | 31                       | - Úc: Vàng - Mỹ: Vàng | Talk That Talk     |
| "Princess of China" (với Coldplay)                                          | 2012 | 16                       | 20                       | 17                       | 24                       | 41                       | 5                        | 8                        | 20                       | 4                        | 20                       | - Úc: Bạch kim - New Zealand: Vàng - Anh: Vàng | Mylo Xyloto        |
| "Birthday Cake" (hợp tác với Chris Brown)                                   | 2012 | —                        | —                        | —                        | —                        | —                        | —                        | —                        | —                        | —                        | 24                       | - Mỹ: Vàng | Talk That Talk     |
| "Where Have You Been"                                                       | 2012 | 6                        | 9                        | 5                        | 2                        | 17                       | 8                        | 4                        | 15                       | 6                        | 5                        | - Úc: 2× Bạch kim - Bỉ: Vàng - New Zealand: Bạch kim - Mỹ: Bạch kim                                                                                 | Talk That Talk     |
| "Cockiness (Love It) [Remix]" (hợp tác với ASAP Rocky)                      | 2012 | —                        | —                        | —                        | —                        | —                        | —                        | —                        | —                        | —                        | 102                      | | Talk That Talk     |
| "Diamonds"                                                                  | 2012 | 6                        | 3                        | 1                        | 1                        | 1                        | 2                        | 2                        | 1                        | 1                        | 1                        | - Úc: 4× Bạch kim - Bỉ: Bạch kim - Đức: Bạch kim - Thụy Sĩ: 2× Bạch kim - Canada: Vàng - New Zealand: 2× Bạch kim - Anh: Bạch kim - Mỹ: 2× Bạch kim | Unapologetic       |
| "Stay" (hợp tác với Mikky Ekko)                                             | 2013 | 4                        | 3                        | 1                        | 2                        | 2                        | 2                        | 4                        | 2                        | 4                        | 3                        | - Úc: 2× Bạch kim - New Zealand: Bạch kim - Mỹ: Bạch kim                                                                                            | Unapologetic       |
| "Pour It Up"                                                                | 2013 | —                        | —                        | 49                       | 92                       | —                        | —                        | —                        | —                        | 94                       | 19                       | | Unapologetic       |
| "—" Bài hát không có mặt trên bảng xếp hạng hoặc không phát hành ở nước đó. |      |                          |                          |                          |                          |                          |                          |                          |                          |                          |                          | |                    |

### Đĩa đơn hợp tác
| Năm                                                                         | Đĩa đơn                                                         | Vị trí cao nhất trên bảng xếp hạng | Vị trí cao nhất trên bảng xếp hạng | Vị trí cao nhất trên bảng xếp hạng | Vị trí cao nhất trên bảng xếp hạng | Vị trí cao nhất trên bảng xếp hạng | Vị trí cao nhất trên bảng xếp hạng | Vị trí cao nhất trên bảng xếp hạng | Vị trí cao nhất trên bảng xếp hạng | Vị trí cao nhất trên bảng xếp hạng | Vị trí cao nhất trên bảng xếp hạng | Chứng nhận                                                                            | Thuộc album                       |
| Năm                                                                         | Đĩa đơn                                                         | Úc                                 | Áo                                 | Canada                             | Phần Lan                           | Pháp                               | Ireland                            | New Zealand                        | Thụy Sĩ                            | Anh                                | Mỹ                                 | Chứng nhận                                                                            | Thuộc album                       |
| --------------------------------------------------------------------------- | --------------------------------------------------------------- | ---------------------------------- | ---------------------------------- | ---------------------------------- | ---------------------------------- | ---------------------------------- | ---------------------------------- | ---------------------------------- | ---------------------------------- | ---------------------------------- | ---------------------------------- | ------------------------------------------------------------------------------------- | --------------------------------- |
| 2007                                                                        | "Roll It" (J-Status hợp tác với Shontelle & Rihanna)            | —                                  | 33                                 | —                                  | 8                                  | —                                  | —                                  | —                                  | 89                                 | —                                  | —                                  |                                                                                       | The Beginning                     |
| 2008                                                                        | "If I Never See Your Face Again" (Maroon 5 hợp tác với Rihanna) | 11                                 | 54                                 | 12                                 | —                                  | —                                  | 16                                 | 21                                 | 52                                 | 28                                 | 51                                 |                                                                                       | It Won't Be Soon Before Long      |
| 2008                                                                        | "Live Your Life" (T.I. hợp tác với Rihanna)                     | 3                                  | 5                                  | 4                                  | 3                                  | 17                                 | 3                                  | 2                                  | 8                                  | 2                                  | 1                                  | - Úc: Bạch kim - New Zealand: Bạch kim - Mỹ: 3× Bạch kim                              | Paper Trail                       |
| 2009                                                                        | "Run This Town" (Jay-Z hợp tác với Rihanna & Kanye West)        | 9                                  | 29                                 | 6                                  | 1                                  | —                                  | 3                                  | 9                                  | 9                                  | 1                                  | 2                                  | - Úc: Bạch kim - New Zealand: Vàng - Mỹ: 2× Bạch kim                                  | The Blueprint 3                   |
| 2010                                                                        | "Love the Way You Lie" (Eminem hợp tác với Rihanna)             | 1                                  | 1                                  | 1                                  | 1                                  | 3                                  | 1                                  | 1                                  | 1                                  | 2                                  | 1                                  | - Úc: 5× Bạch kim - New Zealand: 2× Bạch kim - Thụy Sĩ: 2× Bạch kim - Mỹ: 4× Bạch kim | Recovery                          |
| 2010                                                                        | "Who's That Chick?" (David Guetta hợp tác với Rihanna)          | 7                                  | 4                                  | 26                                 | 5                                  | 6                                  | 4                                  | 8                                  | 8                                  | 6                                  | 51                                 | - Úc: 2× Bạch kim - New Zealand: Vàng - Anh: Bạc                                      | One More Love                     |
| 2011                                                                        | "All of the Lights" (Kanye West hợp tác với Rihanna & Kid Cudi) | 24                                 | —                                  | 53                                 | 52                                 | —                                  | 13                                 | 13                                 | 46                                 | 15                                 | 18                                 | - Úc: Bạch kim - New Zealand: Vàng - Mỹ: Bạch kim                                     | My Beautiful Dark Twisted Fantasy |
| 2011                                                                        | "Fly" (Nicki Minaj hợp tác với Rihanna)                         | 18                                 | —                                  | 55                                 | —                                  | —                                  | 14                                 | 13                                 | —                                  | 16                                 | 19                                 | - Úc: Vàng - Mỹ: Bạch kim                                                             | Pink Friday                       |
| 2012                                                                        | "Take Care" (Drake hợp tác với Rihanna)                         | 9                                  | 36                                 | 15                                 | 27                                 | —                                  | 18                                 | 6                                  | 50                                 | 9                                  | 7                                  | - Úc: 2× Bạch kim - Canada: Vàng - New Zealand: Vàng - Mỹ: Bạch kim                   | Take Care                         |
| "—" Bài hát không có mặt trên bảng xếp hạng hoặc không phát hành ở nước đó. |                                                                 |                                    |                                    |                                    |                                    |                                    |                                    |                                    |                                    |                                    |                                    |                                                                                       |                                   |

### Đĩa đơn từ thiện
| Năm                                                                         | Đĩa đơn                                                 | Vị trí xếp hạng cao nhất | Vị trí xếp hạng cao nhất | Vị trí xếp hạng cao nhất | Vị trí xếp hạng cao nhất | Vị trí xếp hạng cao nhất | Vị trí xếp hạng cao nhất | Vị trí xếp hạng cao nhất | Vị trí xếp hạng cao nhất | Ghi chú                                                                                |
| Năm                                                                         | Đĩa đơn                                                 | Úc                       | Áo                       | Canada                   | Phần Lan                 | Ireland                  | New Zealand              | Anh                      | Mỹ                       | Ghi chú                                                                                |
| --------------------------------------------------------------------------- | ------------------------------------------------------- | ------------------------ | ------------------------ | ------------------------ | ------------------------ | ------------------------ | ------------------------ | ------------------------ | ------------------------ | -------------------------------------------------------------------------------------- |
| 2008                                                                        | "Just Stand Up!" (cùng với Artists Stand Up to Cancer)  | 39                       | 73                       | 10                       | —                        | 11                       | 19                       | 26                       | 11                       | Một trong các nghệ sĩ trong chiến dịch của Artists Stand Up to Cancer'.                |
| 2010                                                                        | "Redemption Song"                                       | —                        | —                        | —                        | —                        | —                        | —                        | —                        | 81                       | Bài hát được làm lại từ Bob Marley phát hành cho chiến dịch cứu trợ thiên tai ở Haiti. |
| 2010                                                                        | "Stranded (Haiti Mon Amour)" (hợp tác với Jay-Z & Bono) | —                        | 10                       | 6                        | 14                       | 3                        | —                        | 41                       | 16                       | Tổ chức từ thiện bài hát trong album Hope For Haiti Now.                               |
| "—" Bài hát không có mặt trên bảng xếp hạng hoặc không phát hành ở nước đó. |                                                         |                          |                          |                          |                          |                          |                          |                          |                          |                                                                                        |

## Các xuất hiện khác
Những bài hát này không xuất hiện trên bất kỳ bản phát hành chính thức của Rihanna.
| Năm  | Bài hát/Đĩa đơn                                     | Album                     | Nghệ sĩ            |
| ---- | --------------------------------------------------- | ------------------------- | ------------------ |
| 2005 | "The One"                                           | 534                       | Memphis Bleek      |
| 2005 | "Boom Boom"                                         | Ghetto Story              | Cham               |
| 2007 | "First Time"                                        | From Nothin' to Somethin' | Fabolous           |
| 2007 | "Livin' a Lie"                                      | Love Hate                 | The-Dream          |
| 2008 | "Where Do We Go"                                    | Razah                     | Razah              |
| 2008 | "Throw Your Hands Up"                               | Let's Get Physical        | Elephant Man       |
| 2008 | "Numba 1 (Tide Is High)" (chỉ có ở phiên bản album) | Not 4 Sale                | Kardinal Offishall |

## Video âm nhạc

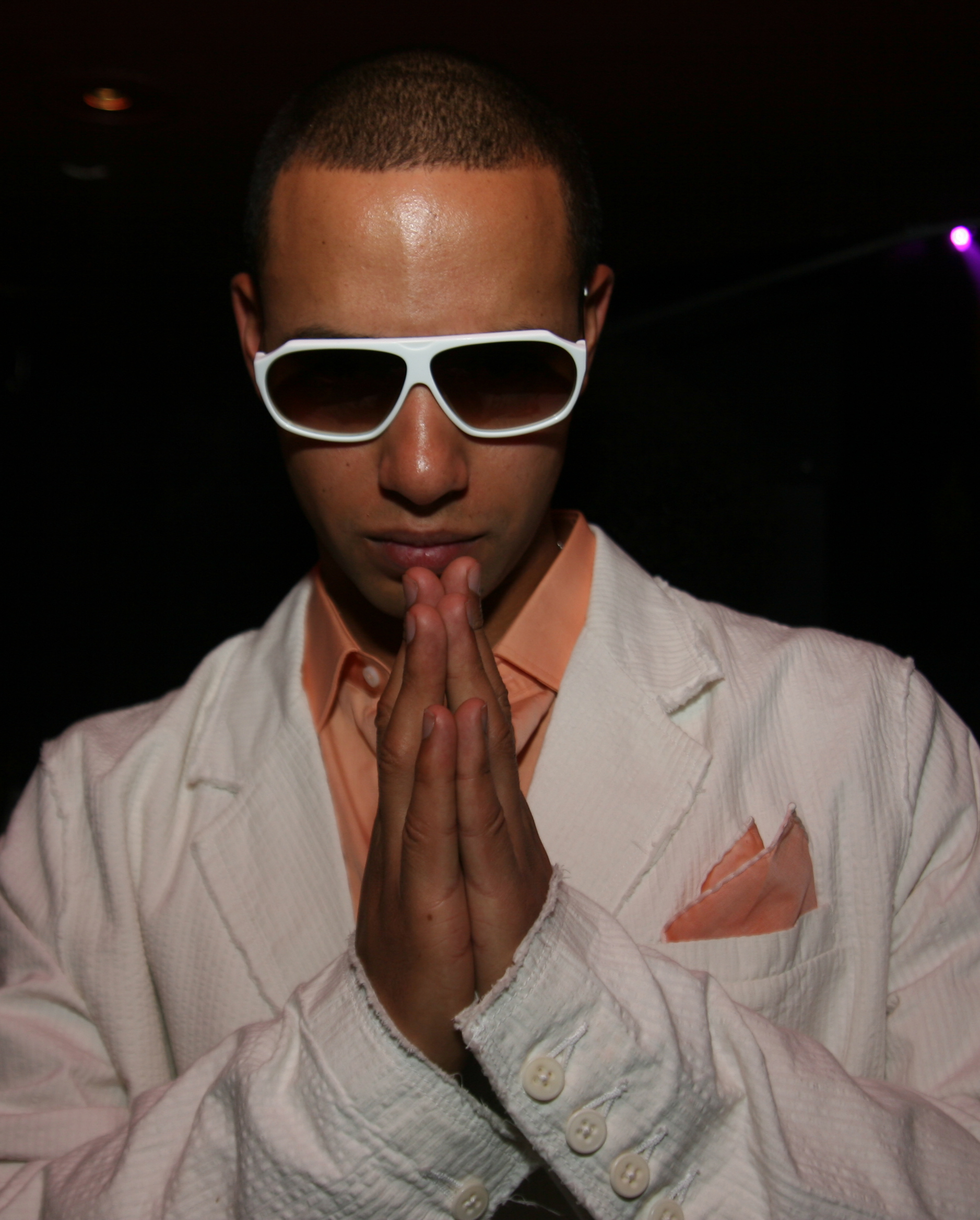
Đạo diễn người Canada Little X làm đạo diễn cho video âm nhạc cho đĩa đơn đầu tay của Rihanna "Pon de Replay".

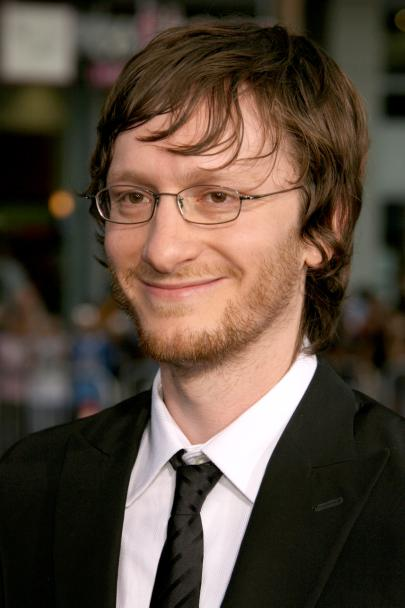
Akiva Schaffer là đạo diễn cho 2 video âm nhạc của Rihanna là "Shy Ronnie" và "Shy Ronnie 2: Ronnie & Clyde".

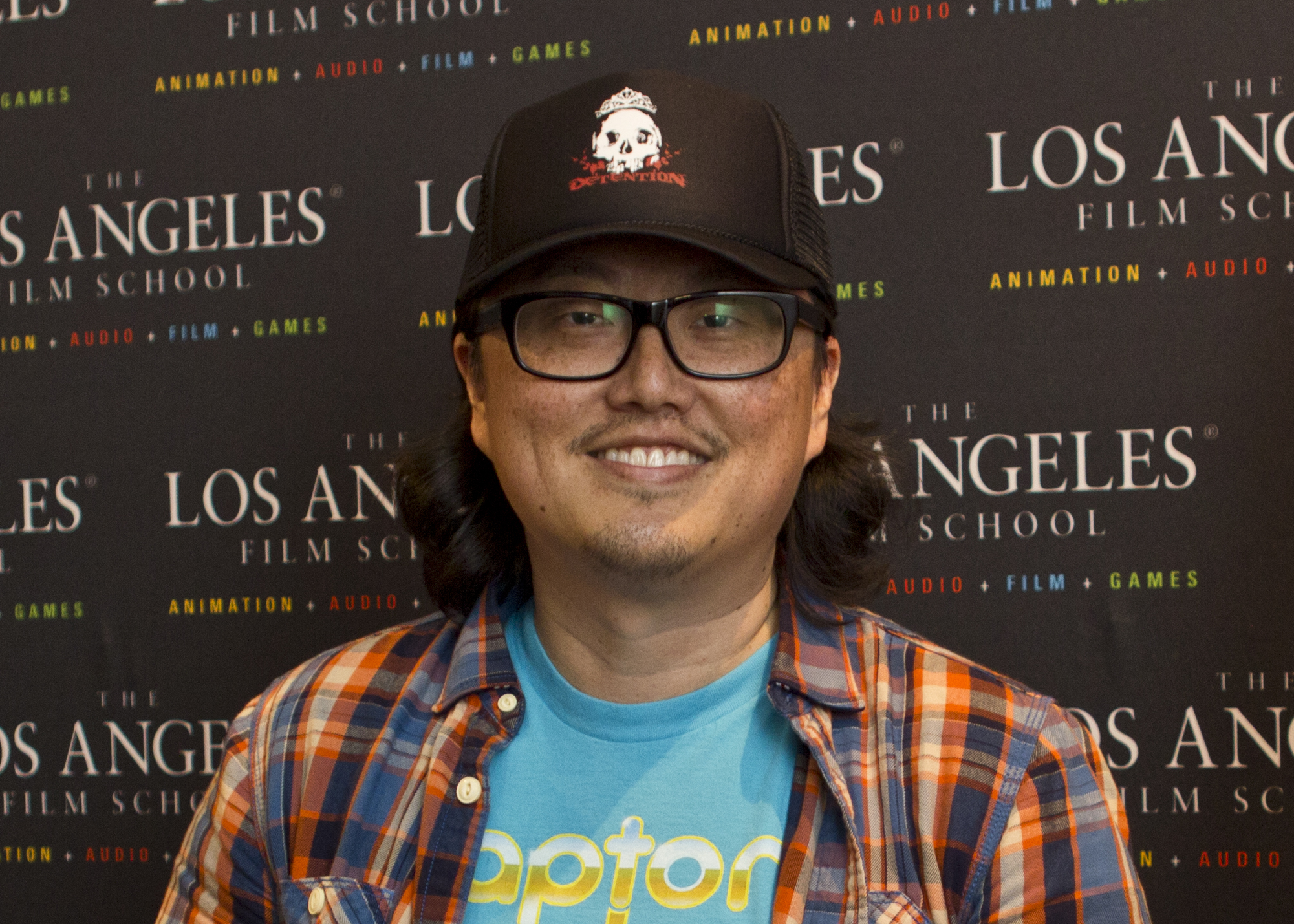
Joseph Kahn là đạo diễn cho video bài hát "Love the Way You Lie" kết hợp giữa Eminem và Rihanna.

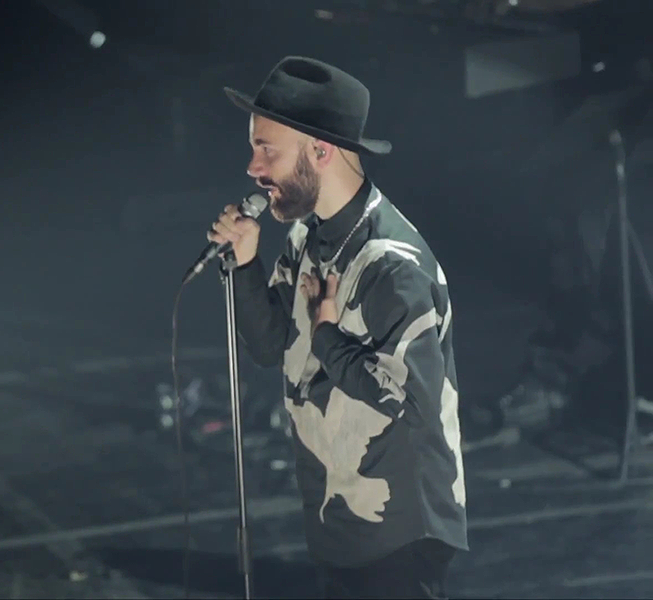
Đạo diễn kiêm nhạc sĩ người Pháp Woodkid thực hiện video cho bài hát "Take Care" của Drake và Rihanna.

| Video âm nhạc chưa được phát hành | Video âm nhạc chưa được phát hành |

| Bài hát                          | Nghệ sĩ hợp tác      | Đạo diễn                       | Album                             | Năm  | Ref.            |
| -------------------------------- | -------------------- | ------------------------------ | --------------------------------- | ---- | --------------- |
| "Pon de Replay"                  | —                    | Little X                       | Music of the Sun                  | 2005 | [ 122 ] [ 123 ] |
| "If It's Lovin' that You Want"   | —                    | Marcus Raboy                   | Music of the Sun                  | 2005 | [ 124 ]         |
| "SOS"                            | —                    | Chris Applebaum                | A Girl like Me                    | 2006 | [ 125 ] [ 126 ] |
| "Unfaithful"                     | —                    | Anthony Mandler                | A Girl like Me                    | 2006 | [ 127 ] [ 126 ] |
| "We Ride"                        | —                    | Anthony Mandler                | A Girl like Me                    | 2006 | [ 126 ]         |
| "Umbrella"                       | Jay-Z                | Chris Applebaum                | Good Girl Gone Bad                | 2007 | [ 128 ] [ 129 ] |
| "Shut Up and Drive"              | —                    | Anthony Mandler                | Good Girl Gone Bad                | 2007 | [ 130 ] [ 129 ] |
| "Hate That I Love You"           | Ne-Yo/ David Bisbal  | Anthony Mandler                | Good Girl Gone Bad                | 2007 | [ 129 ] [ 131 ] |
| "Don't Stop the Music"           | —                    | Anthony Mandler                | Good Girl Gone Bad                | 2007 | [ 132 ] [ 129 ] |
| "Take a Bow"                     | —                    | Anthony Mandler                | Good Girl Gone Bad: Reloaded      | 2008 | [ 129 ] [ 133 ] |
| "If I Never See Your Face Again" | Maroon 5             | Anthony Mandler                | Good Girl Gone Bad: Reloaded      | 2008 | [ 129 ] [ 134 ] |
| "Disturbia"                      | —                    | Anthony Mandler                | Good Girl Gone Bad: Reloaded      | 2008 | [ 129 ] [ 135 ] |
| "Rehab"                          | —                    | Anthony Mandler                | Good Girl Gone Bad                | 2008 | [ 129 ] [ 136 ] |
| "Live Your Life"                 | T.I.                 | Anthony Mandler                | Paper Trail                       | 2008 | [ 137 ] [ 138 ] |
| "Run This Town"                  | Jay-Z and Kanye West | Anthony Mandler                | The Blueprint 3                   | 2009 | [ 138 ] [ 139 ] |
| "Wait Your Turn"                 | —                    | Anthony Mandler                | Rated R                           | 2009 | [ 140 ] [ 141 ] |
| "Russian Roulette"               | —                    | Anthony Mandler                | Rated R                           | 2009 | [ 141 ] [ 142 ] |
| "Hard"                           | Young Jeezy          | Melina Matsoukas               | Rated R                           | 2009 | [ 143 ] [ 141 ] |
| "Shy Ronnie"                     | The Lonely Island    | Akiva Schaffer                 | —                                 | 2009 | [ 144 ]         |
| "Rude Boy"                       | —                    | Melina Matsoukas               | Rated R                           | 2010 | [ 145 ] [ 141 ] |
| "Rockstar 101"                   | Slash                | Melina Matsoukas               | Rated R                           | 2010 | [ 146 ] [ 141 ] |
| "Te Amo"                         | —                    | Anthony Mandler                | Rated R                           | 2010 | [ 141 ] [ 147 ] |
| "Love the Way You Lie"           | Eminem               | Joseph Kahn                    | Recovery                          | 2010 | [ 148 ] [ 149 ] |
| "Who's That Chick"               | David Guetta         | Jonas Åkerlund                 | One More Love                     | 2010 | [ 150 ] [ 151 ] |
| "Only Girl (In the World)"       | —                    | Anthony Mandler                | Loud                              | 2010 | [ 152 ] [ 153 ] |
| "Shy Ronnie 2: Ronnie & Clyde"   | The Lonely Island    | Akiva Schaffer                 | —                                 | 2010 | [ 154 ]         |
| "What's My Name?"                | Drake                | Philip Andelman                | Loud                              | 2010 | [ 153 ] [ 155 ] |
| "S&M"                            | —                    | Melina Matsoukas               | Loud                              | 2011 | [ 153 ] [ 156 ] |
| "All of the Lights"              | Kanye West           | Hype Williams                  | My Beautiful Dark Twisted Fantasy | 2011 | [ 157 ] [ 158 ] |
| "California King Bed"            | —                    | Anthony Mandler                | Loud                              | 2011 | [ 153 ] [ 159 ] |
| "Man Down"                       | —                    | Anthony Mandler                | Loud                              | 2011 | [ 153 ] [ 160 ] |
| "Cheers (Drink to That)"         | —                    | Evan Rogers and Ciara Pardo    | Loud                              | 2011 | [ 153 ] [ 161 ] |
| "Fly"                            | Nicki Minaj          | Sanaa Hamri                    | Pink Friday                       | 2011 | [ 162 ] [ 163 ] |
| "We Found Love"                  | Calvin Harris        | Melina Matsoukas               | Talk That Talk                    | 2011 | [ 164 ] [ 165 ] |
| "You da One"                     | —                    | Melina Matsoukas               | Talk That Talk                    | 2011 | [ 165 ] [ 166 ] |
| "Take Care"                      | Drake                | Yoann Lemoine                  | Take Care                         | 2012 | [ 167 ] [ 168 ] |
| "Where Have You Been"            | —                    | Dave Meyers                    | Talk That Talk                    | 2012 | [ 165 ] [ 169 ] |
| "Princess of China"              | Coldplay             | Adria Petty and Alan Bibby     | Mylo Xyloto                       | 2012 | [ 170 ] [ 171 ] |
| "Diamonds"                       | —                    | Anthony Mandler                | Unapologetic                      | 2012 | [ 172 ] [ 173 ] |
| "Stay"                           | Mikky Ekko           | Sophie Muller                  | Unapologetic                      | 2013 | [ 173 ] [ 174 ] |
| "Pour It Up"                     | —                    | Vincent Haycock and Dion Beebe | Unapologetic                      | 2013 | [ 173 ] [ 175 ] |

## DVD
| Năm  | Album                                                                         | Vị trí xếp hạng cao nhất | Vị trí xếp hạng cao nhất | Vị trí xếp hạng cao nhất | Vị trí xếp hạng cao nhất | Vị trí xếp hạng cao nhất | Chứng nhận                |
| Năm  | Album                                                                         | AUS                      | BE-F                     | BE-W                     | ITA                      | US                       | Chứng nhận                |
| ---- | ----------------------------------------------------------------------------- | ------------------------ | ------------------------ | ------------------------ | ------------------------ | ------------------------ | ------------------------- |
| 2008 | Good Girl Gone Bad Live - Phát hành: 12 tháng 6 năm 2008 - Nhãn hiệu: Def Jam | 6                        | 2                        | 2                        | 9                        | 6                        | - Úc: Bạch kim - Mỹ: Vàng |

## Liên kết
- Rihanna[liên kết hỏng] Official website
- Rihanna music videography Lưu trữ ngày 8 tháng 8 năm 2012 tại Wayback Machine tại MTV.com
- Rihanna tại Allmusic
- Rihanna tại Discogs
- Rihanna trên MusicBrainz